# Lithocarpus wrayi
Lithocarpus wrayi là một loài thực vật có hoa trong họ Cử. Loài này được (King) A.Camus mô tả khoa học đầu tiên năm 1931.